# Апусінай
Апусінай — село у Литві, Расейняйський район, Відуклеське староство, знаходиться за 4 км від села Відукле. Протікає річка Апусінас. Станом на 2001 рік у селі проживало 12 людей.
| Литва | Це незавершена стаття з географії Литви. Ви можете допомогти проєкту, виправивши або дописавши її. |